# グラミー賞 ロック・アルバム部門
グラミー賞 ロック・アルバム部門（グラミーしょう ロック・アルバムぶもん、英: Grammy Award for Best Rock Album）は、アメリカのザ・レコーディング・アカデミーが主催するグラミー賞のうち、優れたロックのアルバムを表彰する部門。1995年より設置。

## 選考対象
第52回グラミー賞の部門解説ガイドによると、 「ボーカルまたはインストゥルメンタルのロック、ハードロック、ヘヴィメタルのアルバムで、演奏時間の51％以上が新たに録音された楽曲で構成されているもの」に贈られる。
また、アーティスト、プロデューサー、レコーディング・エンジニアが、アルバムの演奏時間の50％以上を担当した場合に与えられる。50％未満のプロデューサーまたはレコーディング・エンジニア、マスタリング・エンジニアは、受賞者証明書を申請することができる。

## 歴代受賞者
フー・ファイターズはこれまでに通算5回の受賞と8回のノミネートを記録し、3回以上受賞した唯一のバンドである。シェリル・クロウ、グリーン・デイ、U2、ケイジ・ジ・エレファント、ミューズ、ローリング・ストーンズがこれまでに2回受賞。
これまでに受賞した女性アーティストはシェリル・クロウ、アラニス・モリセット、パラモアのヘイリー・ウィリアムスの3人のみであり、女性がフロントを務めるバンドが受賞するのはパラモアが初であった。
| 年     | アーティスト                     | アルバム                                                                 | ノミネート | 出典   |
| ------ | -------------------------------- | ------------------------------------------------------------------------ | --- | ------ |

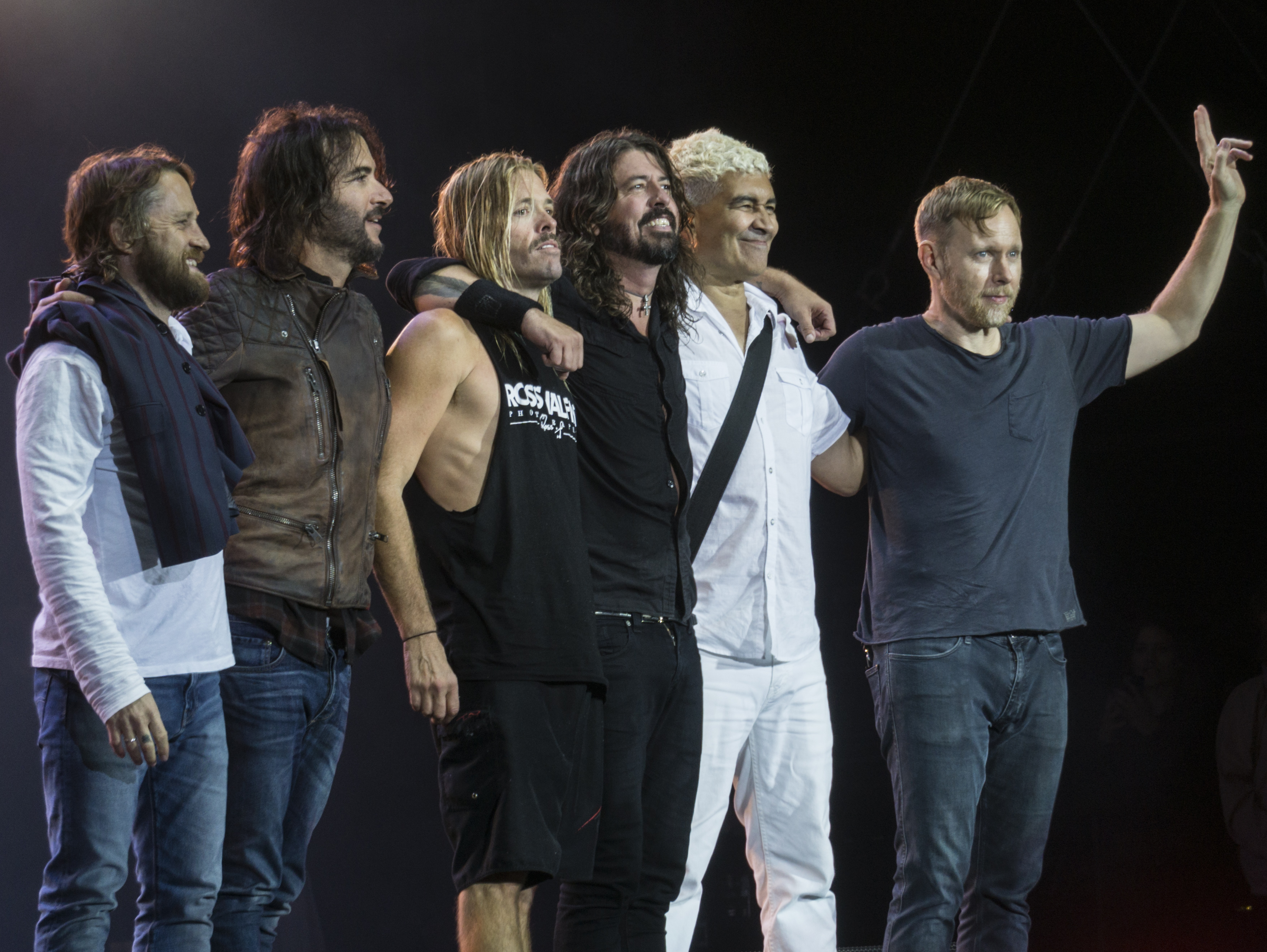
最多受賞者のフー・ファイターズ

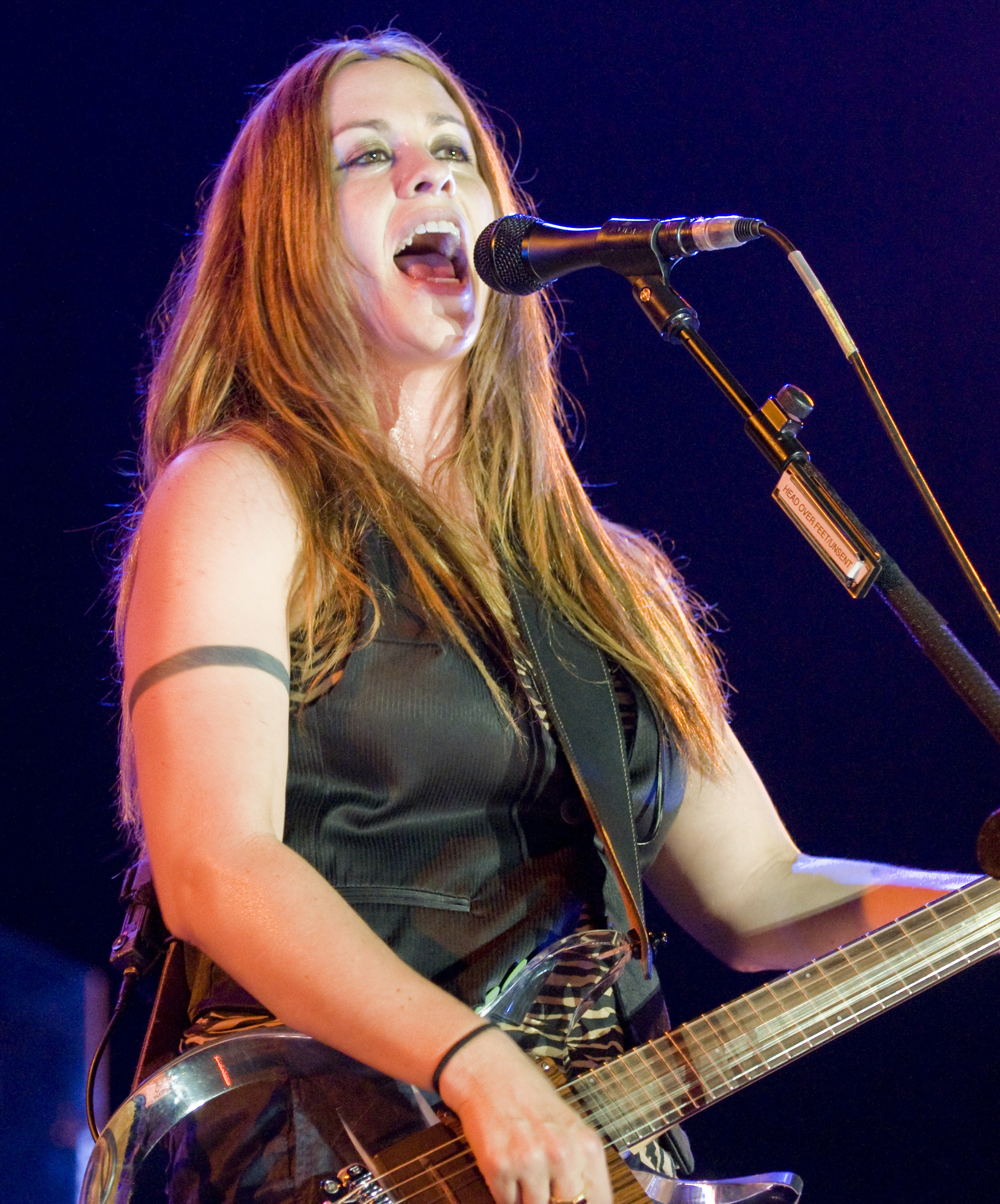
女性初の受賞者であるアラニス・モリセット

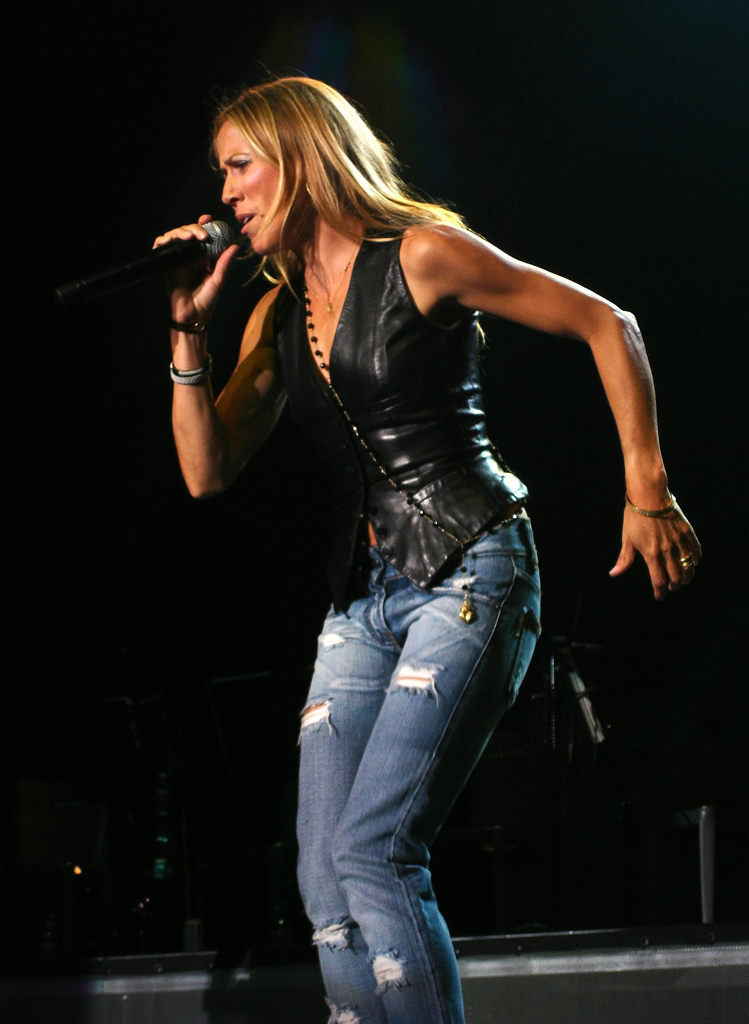
2度受賞したシェリル・クロウ

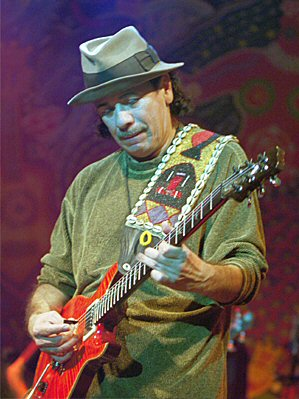
2000年に受賞したサンタナ

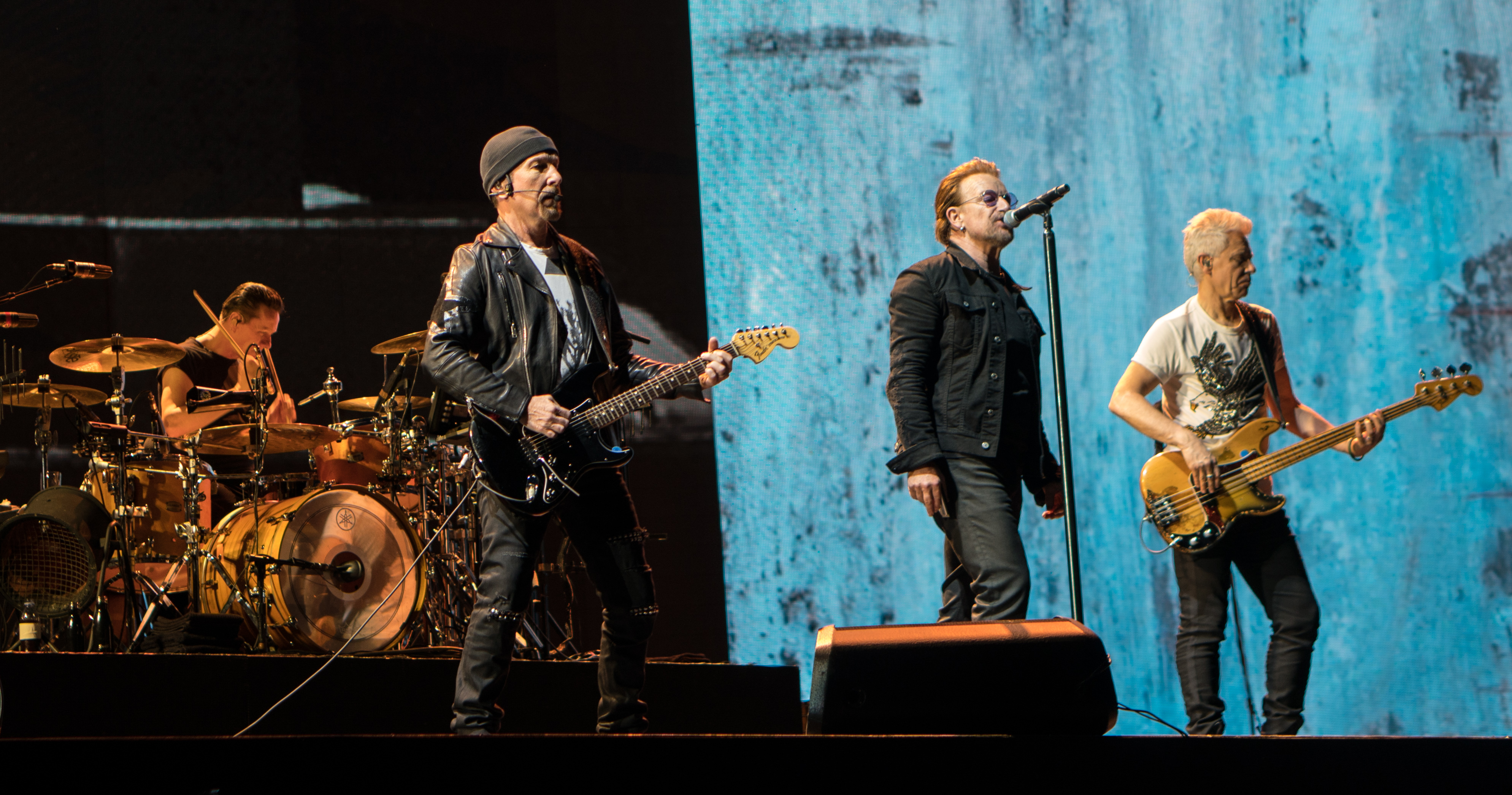
2度受賞したU2

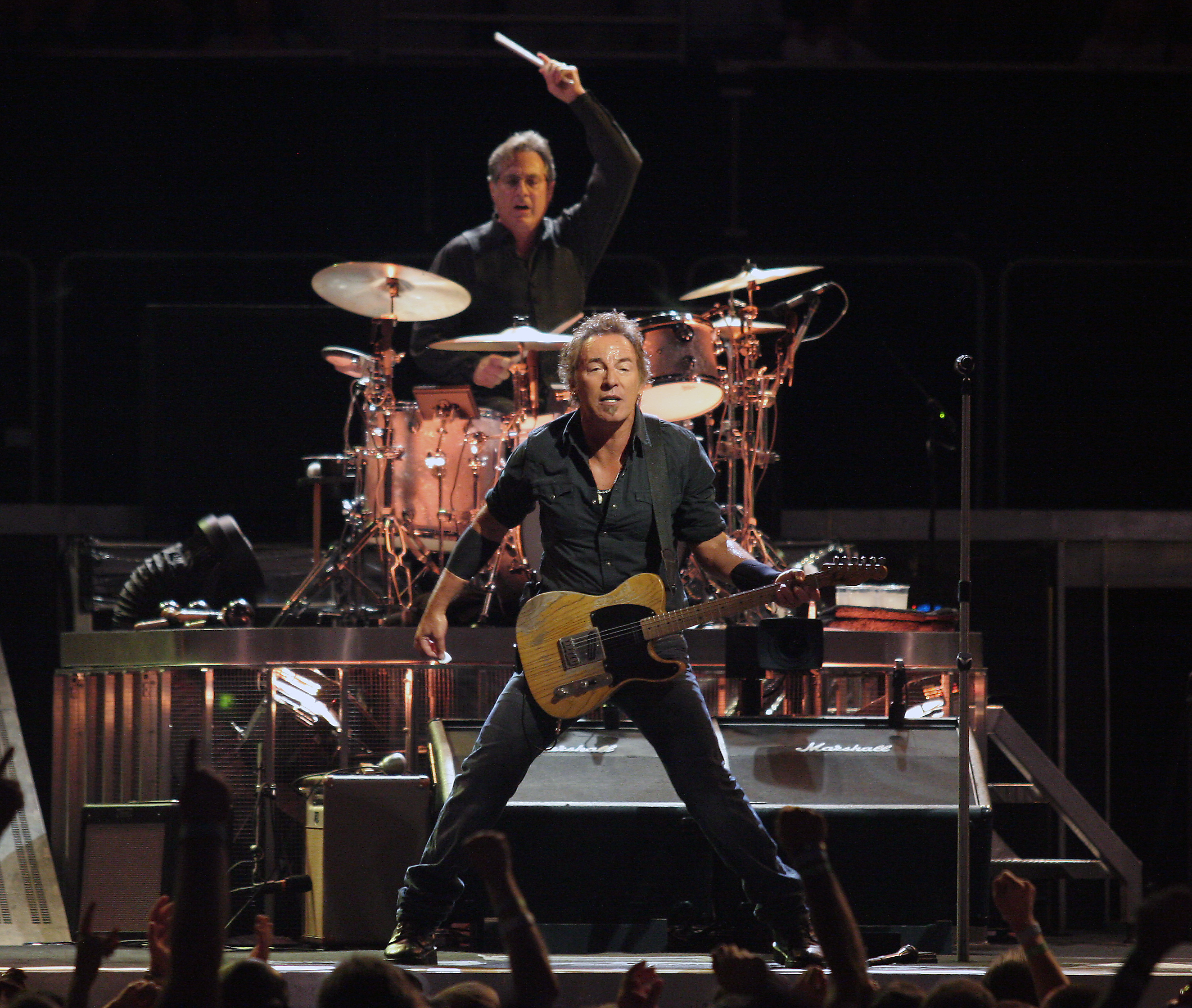
2003年に受賞したブルース・スプリングスティーン

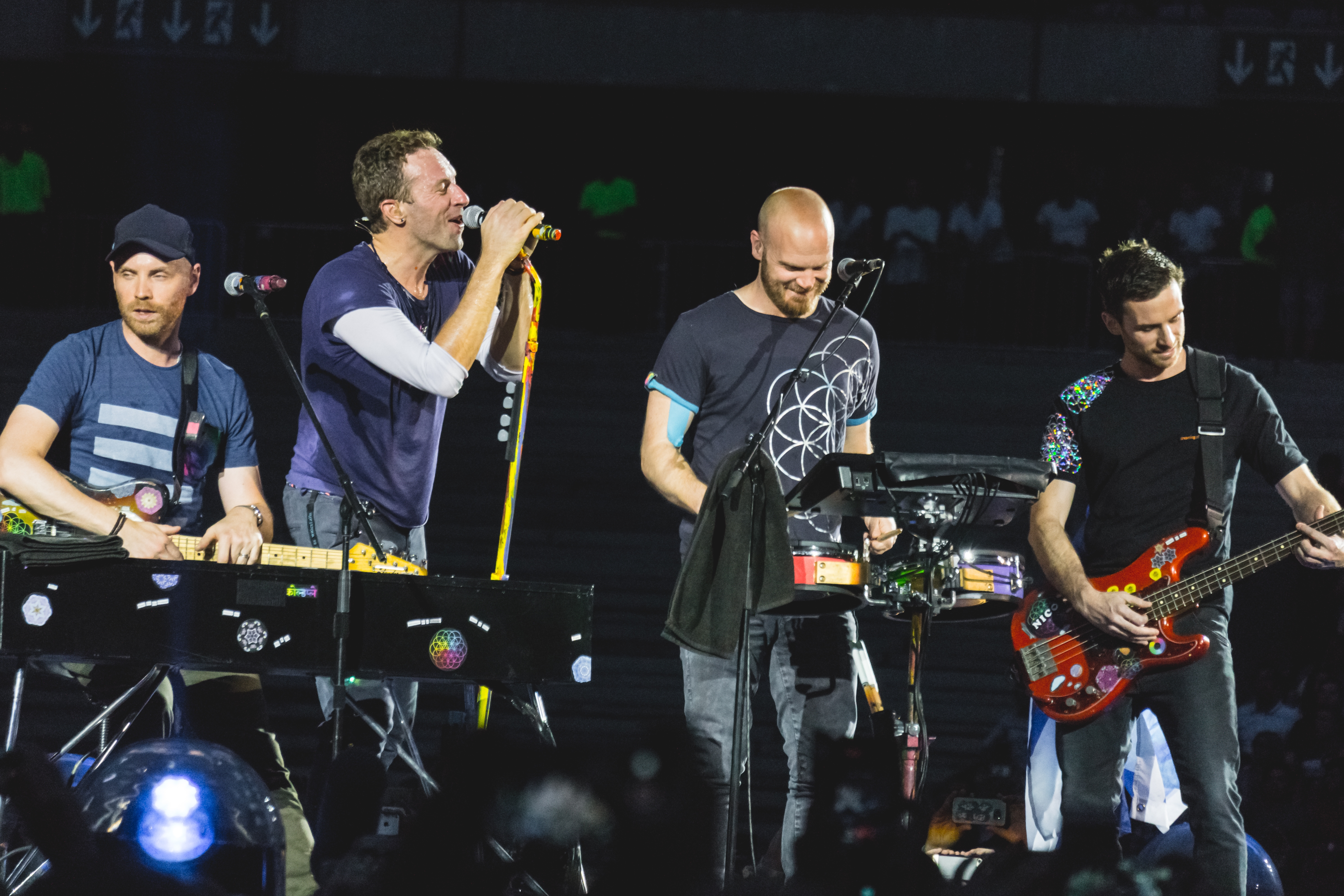
2009年に受賞したコールドプレイ

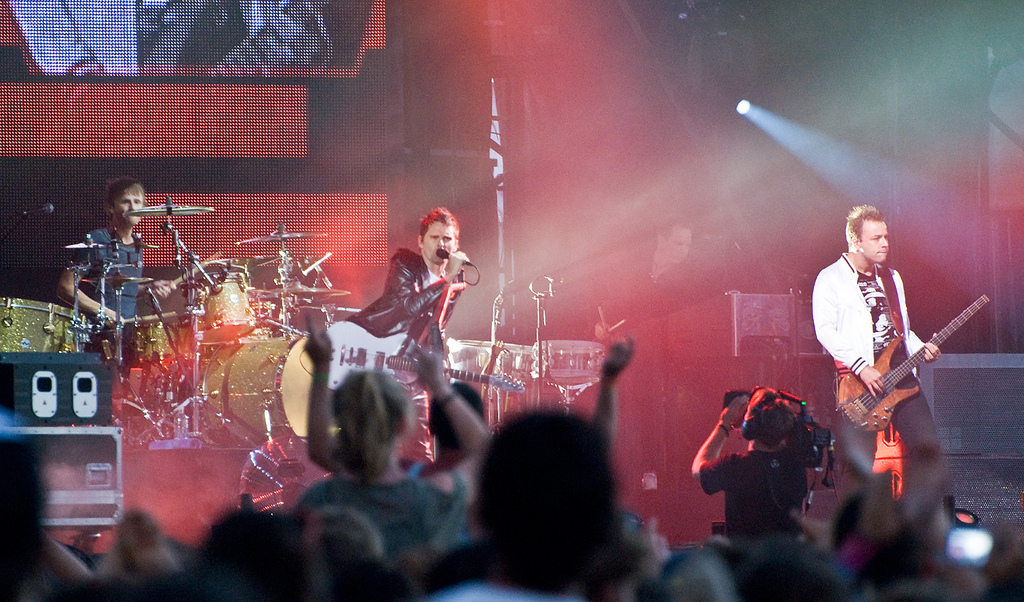
2度受賞したミューズ

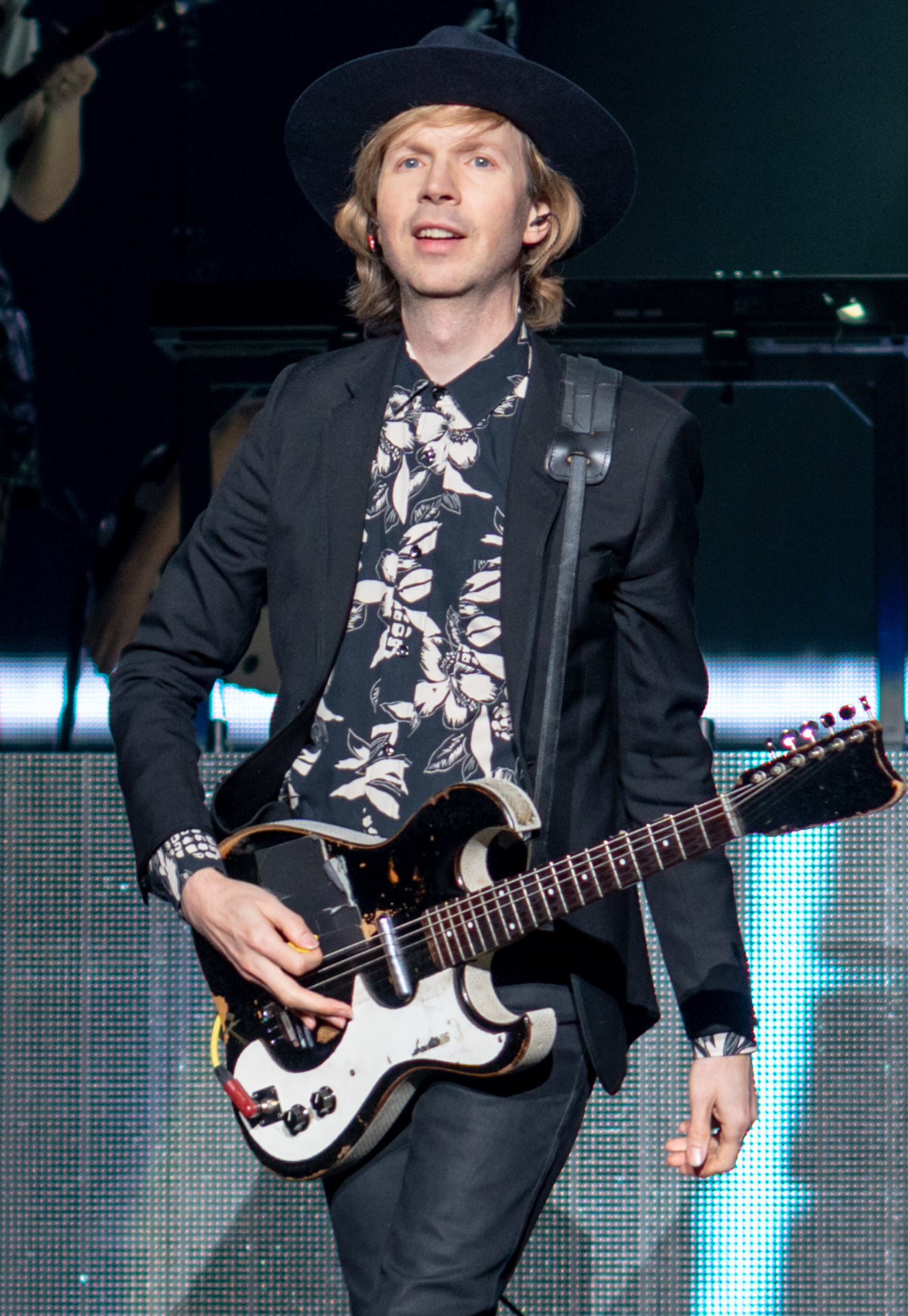
2015年に受賞したベック

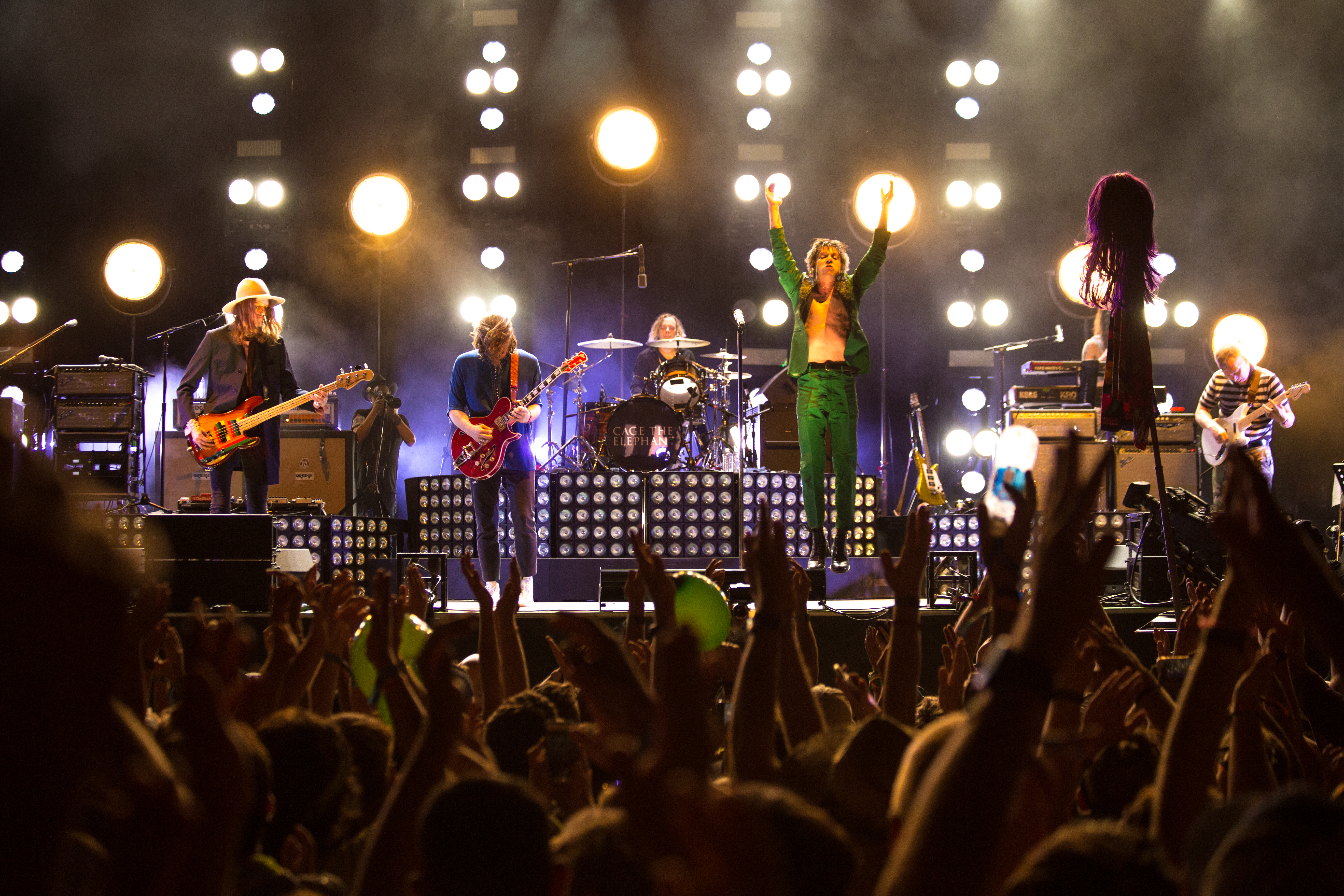
2度受賞したケイジ・ジ・エレファント

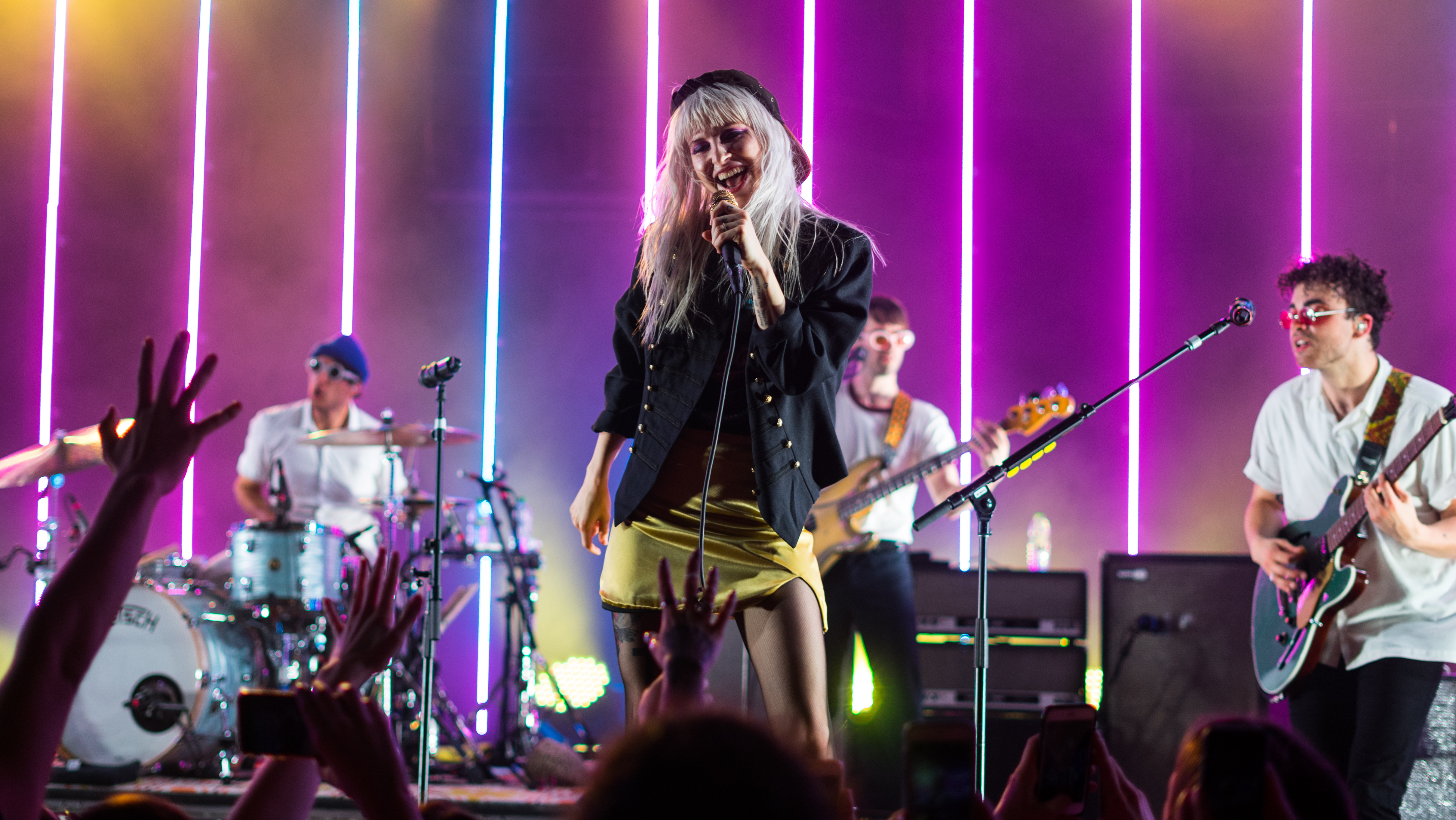
2024年に受賞したパラモア

| 1995年 | ローリング・ストーンズ           | 『ヴードゥー・ラウンジ』                                                 | - パール・ジャム『Vs.』 - R.E.M.『モンスター』 - サウンドガーデン『スーパーアンノウン』 - ニール・ヤング&クレイジー・ホース『スリープス・ウィズ・エンジェルズ』 | [ 4 ]  |
| 1996年 | アラニス・モリセット             | 『ジャグド・リトル・ピル』                                               | - クリス・アイザック『フォーエヴァー・ブルー』 - パール・ジャム『バイタロジー（生命学）』 - トム・ペティ『ワイルドフラワーズ』 - ニール・ヤング『ミラー・ボール』 | [ 5 ]  |
| 1997年 | シェリル・クロウ                 | 『シェリル・クロウ』                                                     | - デイヴ・マシューズ・バンド『クラッシュ』 - ノー・ダウト『トラジック・キングダム』 - ボニー・レイット『ロード・テステッド』 - ニール・ヤング&クレイジー・ホース『ブロークン・アロー』 | [ 6 ]  |
| 1998年 | ジョン・フォガティ               | 『ブルー・ムーン・スワンプ』                                             | - エアロスミス『ナイン・ライヴズ』 - フー・ファイターズ『ザ・カラー・アンド・ザ・シェイプ』 - ローリング・ストーンズ『ブリッジズ・トゥ・バビロン』 - U2『ポップ』 | [ 7 ]  |
| 1999年 | シェリル・クロウ                 | 『グローブ・セッションズ』                                               | - デイヴ・マシューズ・バンド『ビフォア・ジーズ・クラウディッド・ストリート』 - ジョン・フォガティ『プリモニション〜ライヴ・オン・ザ・バイヨー』 - ガービッジ『Version 2.0』 - ホール『セレブリティ・スキン』                                                                                          | [ 8 ]  |
| 2000年 | サンタナ                         | 『スーパーナチュラル』                                                   | - メリッサ・エスリッジ『ブレイクダウン』 - リンプ・ビズキット『シグニフィカント・アザー』 - レッド・ホット・チリ・ペッパーズ『カリフォルニケイション』 - トム・ペティ&ザ・ハートブレイカーズ『エコー』                                                                                                | [ 9 ]  |
| 2001年 | フー・ファイターズ               | 『ゼア・イズ・ナッシング・レフト・トゥ・ルーズ』                         | - ボン・ジョヴィ『クラッシュ』 - マッチボックス・トゥエンティ『マッド・シーズン・バイ・マッチボックス・トゥエンティー』 - ノー・ダウト『リターン・オブ・サターン』 - レイジ・アゲインスト・ザ・マシーン『バトル・オブ・ロサンゼルス』                                                                 | [ 10 ] |
| 2002年 | U2                               | 『オール・ザット・ユー・キャント・リーヴ・ビハインド』                   | - ライアン・アダムス『ゴールド』 - エアロスミス『ジャスト・プッシュ・プレイ』 - PJ ハーヴェイ『ストーリーズ・フロム・ザ・シティ、ストーリーズ・フロム・ザ・シー』 - リンキン・パーク『ハイブリッド・セオリー』                                                                                        | [ 11 ] |
| 2003年 | ブルース・スプリングスティーン   | 『ザ・ライジング』                                                       | - エルヴィス・コステロ『ホエン・アイ・ワズ・クルーエル』 - シェリル・クロウ『カモン・カモン』 - ロバート・プラント『ドリームランド』 - トニック『Head on Straight』 | [ 12 ] |
| 2004年 | フー・ファイターズ               | 『ワン・バイ・ワン』                                                     | - オーディオスレイヴ『オーディオスレイヴ』 - エヴァネッセンス『フォールン』 - マッチボックス・トゥエンティ『モア・ザン・ユー・シンク・ユー・アー』 - ニッケルバック『ザ・ロング・ロード』 | [ 13 ] |
| 2005年 | グリーン・デイ                   | 『アメリカン・イディオット』                                             | - エルヴィス・コステロ&ジ・インポスターズ『ザ・デリヴァリー・マン』 - フーバスタンク『ザ・リーズン』 - ザ・キラーズ『ホット・ファス』 - ヴェルヴェット・リヴォルヴァー『コントラバンド』 | [ 14 ] |
| 2006年 | U2                               | 『原子爆弾解体新書〜ハウ・トゥ・ディスマントル・アン・アトミック・ボム』 | - コールドプレイ『X&Y』 - フー・ファイターズ『イン・ユア・オナー』 - ローリング・ストーンズ『ア・ビガー・バン』 - ニール・ヤング『プレーリー・ウィンド』 | [ 15 ] |
| 2007年 | レッド・ホット・チリ・ペッパーズ | 『ステイディアム・アーケイディアム』                                     | - ジョン・メイヤー・トリオ『トライ! ライヴ・イン・コンサート』 - トム・ペティ『ハイウェイ・コンパニオン』 - ザ・ラカンターズ『ブロークン・ボーイ・ソルジャーズ』 - ニール・ヤング『リヴィング・ウィズ・ウォー』                                                                                       | [ 16 ] |
| 2008年 | フー・ファイターズ               | 『エコーズ、サイレンス、ペイシェンス・アンド・グレイス』                 | - ドートリー『ドートリー』 - ジョン・フォガティ『Revival』 - ブルース・スプリングスティーン『マジック』 - ウィルコ『スカイ・ブルー・スカイ』 | [ 17 ] |
| 2009年 | コールドプレイ                   | 『美しき生命』                                                           | - キッド・ロック『ロックンロール・ジーザス』 - キングス・オブ・レオン『オンリー・バイ・ザ・ナイト』 - メタリカ『デス・マグネティック』 - ザ・ラカンターズ『コンソーラーズ・オブ・ザ・ロンリー』 | [ 18 ] |
| 2010年 | グリーン・デイ                   | 『21世紀のブレイクダウン』                                               | - AC/DC『悪魔の氷』 - エリック・クラプトン&スティーヴ・ウィンウッド『ライヴ・フロム・マディソン・スクエア・ガーデン』 - デイヴ・マシューズ・バンド『ビッグ・ウィスキー・アンド・ザ・グーグルックス・キング』 - U2『ノー・ライン・オン・ザ・ホライゾン』                                               | [ 19 ] |
| 2011年 | ミューズ                         | 『ザ・レジスタンス』                                                     | - ジェフ・ベック『エモーション・アンド・コモーション』 - パール・ジャム『バックスペイサー』 - トム・ペティ&ザ・ハートブレイカーズ『モジョ』 - ニール・ヤング『ル・ノイズ』 | [ 20 ] |
| 2012年 | フー・ファイターズ               | 『ウェイスティング・ライト』                                             | - ジェフ・ベック『ライヴ・アット・イリディウム〜レス・ポール・トリビュート』 - キングス・オブ・レオン『カム・アラウンド・サンダウン』 - レッド・ホット・チリ・ペッパーズ『アイム・ウィズ・ユー』 - ウィルコ『ザ・ホール・ラヴ』                                                                       | [ 21 ] |
| 2013年 | ザ・ブラック・キーズ             | 『エル・カミーノ』                                                       | - コールドプレイ『マイロ・ザイロト』 - ミューズ『ザ・セカンド・ロウ〜熱力学第二法則』 - ブルース・スプリングスティーン『レッキング・ボール』 - ジャック・ホワイト『ブランダーバス』 | [ 22 ] |
| 2014年 | レッド・ツェッペリン             | 『祭典の日 (奇跡のライヴ)』                                              | - ブラック・サバス『13』 - デヴィッド・ボウイ『ザ・ネクスト・デイ』 - キングス・オブ・レオン『メカニカル・ブル』 - クイーンズ・オブ・ザ・ストーン・エイジ『ライク・クロックワーク』 - ニール・ヤング&クレイジー・ホース『サイケデリック・ピル』                                                       | [ 23 ] |
| 2015年 | ベック                           | 『モーニング・フェイズ』                                                 | - ライアン・アダムス『ライアン・アダムス』 - ザ・ブラック・キーズ『ターン・ブルー』 - トム・ペティ&ザ・ハートブレイカーズ『ヒプノティック・アイ』 - U2『ソングス・オブ・イノセンス』 | [ 24 ] |
| 2016年 | ミューズ                         | 『ドローンズ』                                                           | - ジェームズ・ベイ『カオス＆ザ・カーム』 - デス・キャブ・フォー・キューティー『金継ぎ』 - ハイリー・サスペクト『ミスター・アサイラム』 - スリップノット『.5：ザ・グレイ・チャプター』 | [ 25 ] |
| 2017年 | ケイジ・ジ・エレファント         | 『テル・ミー・アイム・プリティ』                                         | - ブリンク 182『カリフォルニア』 - ゴジラ『Magma』 - パニック!アット・ザ・ディスコ『ある独身男の死』 - ウィーザー『ウィーザー (ホワイト・アルバム)』 | [ 26 ] |
| 2018年 | ザ・ウォー・オン・ドラッグス     | 『ア・ディーパー・アンダスタンディング』                                 | - マストドン『エンペラー・オブ・サンド』 - メタリカ『ハードワイアード…トゥ・セルフディストラクト』 - ナッシング・モア『ザ・ストーリーズ・ウィ・テル・アワセルヴス』 - クイーンズ・オブ・ザ・ストーン・エイジ『ヴィランズ』                                                                            | [ 27 ] |
| 2019年 | グレタ・ヴァン・フリート         | 『フロム・ザ・ファイアーズ』                                             | - アリス・イン・チェインズ『レーニア・フォグ』 - フォール・アウト・ボーイ『マ ニ ア』 - ゴースト『プレクウェル』 - ウィーザー『パシフィック・デイドリーム』 | [ 28 ] |
| 2020年 | ケイジ・ジ・エレファント         | 『ソーシャル・キューズ』                                                 | - ブリング・ミー・ザ・ホライズン『アモ』 - クランベリーズ『イン・ジ・エンド』 - アイ・プリヴェイル『トラウマ』 - ライヴァル・サンズ『Feral Roots』 | [ 29 ] |
| 2021年 | ザ・ストロークス                 | 『ザ・ニュー・アブノーマル』                                             | - フォンテインズD.C.『ヒーローズ・デス』 - マイケル・キワヌーカ『キワヌーカ』 - グレイス・ポッター『デイライト』 - スタージル・シンプソン『サウンド＆フューリー』 | [ 30 ] |
| 2022年 | フー・ファイターズ               | 『メディスン・アット・ミッドナイト』                                     | - AC/DC - 『パワーアップ』 - ブラック・プーマズ - 『Capitol Cuts - Live From Studio A』 - クリス・コーネル - 『ノー・ワン・シングス・ライク・ユー・エニモア』 - ポール・マッカートニー - 『マッカートニーIII』                                                                                        | [ 31 ] |
| 2023年 | オジー・オズボーン               | 『ペイシェント・ナンバー9』                                              | - ザ・ブラック・キーズ『ドロップアウト・ブギー』 - エルヴィス・コステロ&ジ・インポスターズ『ザ・ボーイ・ネームド・イフ（アライヴ・アット・メンフィス・マグネティック）』 - アイドルズ『クローラー』 - マシン・ガン・ケリー『メインストリーム・セルアウト』 - スプーン『ルシファー・オン・ザ・ソファ』 | [ 32 ] |
| 2024年 | パラモア                         | 『ディス・イズ・ホワイ』                                                 | - フー・ファイターズ『バット・ヒア・ウィ・アー』 - グレタ・ヴァン・フリート『スターキャッチャー 』 - メタリカ『72シーズンズ』 - クイーンズ・オブ・ザ・ストーン・エイジ『イン・タイムズ・ニュー・ロマン...』                                                                                           | [ 33 ] |
| 2025年 | ローリング・ストーンズ           | 『ハックニー・ダイアモンズ』                                             | - ブラック・クロウズ『ハピネス・バスターズ』 - フォンテインズD.C.『ロマンス』 - グリーン・デイ『セーヴィアーズ』 - アイドルズ『Tangk』 - パール・ジャム『ダーク・マター』 - ジャック・ホワイト『No Name』                                                                                             | [ 34 ] |

## 複数回受賞したアーティスト
| 5回 - フー・ファイターズ | 2回 - ケイジ・ジ・エレファント - シェリル・クロウ - グリーン・デイ - ミューズ - U2 - ローリング・ストーンズ |

## 複数回ノミネートされたアーティスト
| 8回 - フー・ファイターズ 7回 - ニール・ヤング 5回 - トム・ペティ (3回は「トム・ペティ&ザ・ハートブレイカーズ」として) - U2 4回 - ローリング・ストーンズ - パール・ジャム | 3回 - ザ・ブラック・キーズ - コールドプレイ - エルヴィス・コステロ - クレイジー・ホース - シェリル・クロウ - ジョン・フォガティ - グリーン・デイ - キングス・オブ・レオン - デイヴ・マシューズ・バンド - メタリカ - ミューズ - クイーンズ・オブ・ザ・ストーン・エイジ - レッド・ホット・チリ・ペッパーズ - ブルース・スプリングスティーン | 2回 - AC/DC - ライアン・アダムス - エアロスミス - ジェフ・ベック - ケイジ・ジ・エレファント - グレタ・ヴァン・フリート - マッチボックス・トゥエンティ - ノー・ダウト - ザ・ラカンターズ - ウィーザー - ウィルコ - フォンテインズD.C. - ジャック・ホワイト - アイドルズ |